# Arlindo Rodrigues
Arlindo Rodrigues (Brasil, 1931 - Río de Janeiro, 8 de octubre de 1987) fue un escenógrafo, diseñador de vestuario y carnavalesco brasileño.
Trabajó tanto para teatro y televisión pero se destacó por sus creaciones para el carnaval, especialmente en los desfiles de las escuelas de samba de Río de Janeiro. Empezó su carrera como carnavalesco en 1960 en la escuela Salgueiro. Influenciado por Fernando Pamplona, diseño varios desfiles para la escuela tijucana hasta 1972. Su marca en ese periodo fueron los enredos históricos, con fuerte presencia de temas africanos.
Trabajó también con Mocidade Independente (1974-1976, 1979), Vila Isabel (1977), Imperatriz Leopoldinense (1980-1983, 1985, 1987) y União da Ilha (1986). Fue ocho veces campeón del carnaval carioca, cinco con Salgueiro, 2 con Imperatriz y u na con Mocidade.
Arlindo Rodrigues falleció víctima de complicaciones del VIH en Río de Janeiro.
En el 2022, fue homenajeado por la escuela Imperatriz Leopoldinense, con el enredo "Meninos eu vivi… Onde canta o sabiá, onde cantam Dalva e Lamartine” compuesto por Rosa Magalhães.